# Pleospora ilicis
Pleospora ilicis är en svampart som beskrevs av Wehm. 1953. Pleospora ilicis ingår i släktet Pleospora och familjen Pleosporaceae.   Inga underarter finns listade i Catalogue of Life.